# Clément Koretzky
Clément Koretzky (Miramas, 30 oktober 1990) is een Frans voormalig professioneel wielrenner.
Koretzky bregon als veldrijder en werd in 2008 tweede op het Franse kampioenschap voor de junioren. Na een seizoen zonder ploeg te hebben gezeten kondigde hij in 2017 aan te stoppen met professioneel wielrennen.

## Belangrijkste overwinningen
2011
2e etappe Ronde van Madrid U23
1e etappe Ronde van de Aostavallei
2014
Bergklassement Ster van Bessèges

## Resultaten in voornaamste wedstrijden
| Jaar | Parijs-Roubaix | Parijs-Tours |
| ---- | -------------- | ------------ |
| 2013 | 75e            | 32e          |
| 2014 | 102e           | 110e         |

Bideau · Corbel · Delpech · Dion · Duret · Fonseca · Gérard · Guillou · Jarrier · Koretzky · Laengen · Le Montagner · Lequatre · Malacarne · Périchon · Sepúlveda · Vachon · Kudus (stagiair) · Seigneur (stagiair)
Bideau · Corbel · Delaplace · B. Feillu · R. Feillu · Fonseca · Gérard · Guillou · Jarrier · Koretzky · Laborie · Laengen · Le Montagner · Périchon · Sepúlveda · Vachon · Bonnamour (stagiair) · Journiaux (stagiair) · Ledanois (stagiair)